# Das Bad auf der Tenne (1956)
Das Bad auf der Tenne ist eine deutsch-österreichische Filmkomödie von Paul Martin aus dem Jahr 1956.

## Handlung
Evelyn Korff verbringt mal wieder lange Zeit in der Badewanne, wo sie das Buch Das Bad auf der Tenne liest. Ihr Mann Peter interessiert sich für den Inhalt der Geschichte und Evelyn erzählt sie ihm:
Im Dorf Terbrügg geht es im Jahr 1652 in der Liebe drüber und drunter: Amtsdiener Jan liebt die Großmagd Stin, zögert jedoch mit einer Heirat, weil er nicht weiß, ob ihre Brust nun groß oder klein ist. Bildhauer Ule, der neu im Dorf ist, liebt heimlich die schöne Saskia, Tochter von Müllermeister Klas, der jedoch Bürgermeister werden will und deshalb für die Tochter eine standesgemäße Partie sucht. Ule und Saskia treffen sich daher nur heimlich. Solide ist hingegen die Ehe von Bürgermeister Hendrick und seiner Frau Antje.
Zur Verschönerung des Ortes hat der Bürgermeister bei Ule eine Frauenplastik in Auftrag gegeben, mit der der Dorfbrunnen geschmückt werden soll. Zur Enthüllung der Holzfigur reist Statthalter Don Fernando an, der zwar eigentlich schnell weiterreisen will, es sich beim Anblick Antjes jedoch überlegt. Er hat eine Holzbadewanne mitgebracht und nimmt zum Erstaunen der Dorfbevölkerung ein Bad. Noch mehr staunen die Dorfbewohner, als die Enthüllung der Holzfigur abgesagt wird: Die Gemeinderäte haben beim heimlichen Ansehen der Figur festgestellt, dass die Frauenabbildung nackt ist, und wollen einen Skandal vermeiden. Während die Gemeinderäte zu rätseln beginnen, wer Ule wohl für die Figur Modell gestanden haben könnte, versuchen Ule und Antje, den Statthalter vom Aufstellen bzw. Nichtaufstellen der Figur zu überzeugen. Am nächsten Tag verkündet Don Fernando seine Entscheidung: Ule soll in den nächsten acht Tagen die Figur umschnitzen, sodass die anstößigen Stellen bedeckt sind. Er wird sich in acht Tagen dann vom Ergebnis überzeugen. Bis dahin darf sich auch Antje entscheiden, ob sie ihm als Geliebte folgen will oder nicht. Don Fernando reist ab, doch bleibt die Badewanne als Geschenk für Antje im Dorf.
Hendrick weiß längst, dass Saskia Ule Modell gestanden hat, weil er beide bei einem heimlichen Treffen beobachtet hat. Der Rest der Gemeinderäte grübelt noch, vermutet jedoch Antje als Vorlage. Die darf nach Hendricks Willen nicht im Haus baden und stellt die Wanne daher demonstrativ auf die Tenne der nahen Scheune auf. Jan verkündet den Gemeinderäten, dass Antje auf der Tenne baden will, und alle Männer gaffen schließlich durch die Bretterwände. Vor den empörten Ehefrauen geben sie ihre Tat als Amtshandlung aus und sind sich sicher, dass Antje das Modell war. Folglich wollen sie Hendrick zum Rücktritt vom Bürgermeisterposten auffordern. Hendrick versucht Saskia zu überzeugen zuzugeben, dass sie das Modell war, doch scheut sie sich vor dem Zorn ihres Vaters und leugnet alles.
Antje will den Männern des Ortes eine Lektion erteilen und lässt die Bretterwand der Scheune schwarz streichen. Anschließend gießt sie sich erneut ein Bad ein und verhängt den Badeplatz mit Tüchern. Es badet wiederum nicht sie, sondern Jungmagd Nele, und alle Männer erscheinen am Ende mit schwarzgefärbten Gesichtern bei ihren Frauen. Antje triumphiert nur kurz, ist doch am Ende auch Hendrick unter den so bloßgestellten. Saskia und Ule halten unterdessen an ihrer Liebe fest, was auch der inzwischen misstrauische Klas bemerkt hat. Er folgt Saskia heimlich mit einem Gewehr, als die zu Ule geht, kann sie dann jedoch nicht in seiner Stube finden, da sie sich in einer erstaunlich kleinen Kiste verstecken konnte. Der betrunkene Hendrick, der von der wütenden Antje aus dem gemeinsamen Schlafzimmer ausgeschlossen wurde, hat Klas mit dem Gewehr zu Ule gehen sehen, und steigt in Saskias Schlafzimmer ein, um sie zu warnen. Die Leiter zum Zimmer fällt um und so legt sich Hendrick in Saskias Bett schlafen. Sie wiederum gelangt vor ihrem Vater in ihr Zimmer zurück und wird am Ende von Klas mit Hendrick in einem Bett erwischt. Hendrick kann sich, nun wieder nüchtern, an nichts erinnern, würde um den Skandal zu vermeiden jedoch auf den Bürgermeisterposten verzichten. Antje ist außer sich, als sie von Klas die Vorgänge erfährt, und stimmt nun dem angekommenen Don Fernando zu, mit ihm zu gehen. Erst Saskia berichtet ihr, wie alles war, und so versöhnt sich das Bürgermeisterehepaar. Saskia nimmt unterdessen ihr erstes Bad auf der Tenne. Bei der Einweihung der neuen Brunnenfigur ist das Enthüllungsband mit der Badewanne verbunden, wodurch die Wanne bis zum Brunnen rollt. So wird Saskia am Ende vor dem Statthalter als Modell der Brunnenfigur enttarnt und Klas durch Don Fernando dazu gebracht, einer Ehe von Saskia und Ule zuzustimmen. Weil dem Statthalter zudem die innige Liebe zwischen Antje und Hendrick nicht verborgen bleibt, verlässt er Terbrügg allein – mit seiner Badewanne im Gepäck.

## Produktion
Das Bad auf der Tenne basiert auf einem Originalstoff von Rolf Meyer, der zuvor bereits 1943 verfilmt worden war. Meyer war auch am Drehbuch des Remakes beteiligt. Der Film wurde vom 17. Oktober bis 15. November 1955 in den CCC-Studios Berlin-Spandau gedreht. Die Kostüme schuf Manon Hahn, die Filmbauten stammen von Peter Röhrig und Rolf Zehetbauer. Das im Film zu hörende Lied Hey! Tumba – Tumba – Tumba! (Mambo) stammt von Fritz Miebach und Martin Böttcher, Text Carl-Ulrich Blecher. Es wurde vom Orchester Karl Loubé eingespielt, Gesang Mariette de Val, erschienen auf Schallplatte Electrola EG 8170.
Der Film erlebte am 20. Januar 1956 im Düsseldorfer Apollo seine Premiere.

## Kritik
Der film-dienst befand, dass „dieser zweite Aufguß des Stoffs, mehr voyeuristisch als burlesk, […] das Niveau des Films von 1943 nicht [erreicht].“ „Die erste Badewanne in einem holländischen Dorf löst albern-erotische Verwicklungen aus“, schrieb Cinema.